# Стеценко Анна Олександрівна
Анна Олександрівна Стеценко (18 квітня 1992, Соледар, Бахмутський район, Донецька область) — українська плавчиня, чотириразова чемпіонка та призерка Літніх Паралімпійських ігор. Заслужений майстер спорту. Повний кавалер ордена «За заслуги».

## Життєпис
Спочатку вона хотіла навчитися долати страх перед водою, тому батьки відвели її до басейну. Займається плаванням у Дніпропетровському регіональному центрі з фізичної культури і спорту інвалідів «Інваспорт». Тренер Оганес Мкртчан.
Чемпіонка, триразова срібна та бронзова призерка чемпіонату світу 2015 року.
Триразова чемпіонка (50 м вільним стилем, 100 м вільним стилем, 400 м вільним стилем), срібна (200 м комплекс) та бронзова призерка (100 м на спині) чемпіонату Європи 2016 року.
Чемпіонка та багаторазова срібна призерка Чемпіонату Європи 2018 року. 
Чемпіонка, дворазова срібна та бронзова призерка Чемпіонату світу 2019 року. 
Триразова чемпіонка, срібна та дворазова бронзова призерка Чемпіонату Європи 2021 року. 
Виборола золоту медаль Паралімпійських ігор у Токіо, де перемогла на дистанції 400 метрів вільним стилем.
Закінчила Донецький державний інститут здоров'я, фізичного виховання і спорту за фахом «Фізичне виховання».

## Відзнаки та нагороди
- Орден «За заслуги» I ст. (18 вересня 2024) — за досягнення високих спортивних результатів на ХVІІ літніх Паралімпійських іграх у місті Парижі (Французька Республіка), виявлені самовідданість та волю до перемоги, утвердження міжнародного авторитету України[2]
- Орден «За заслуги» II ст. (16 вересня 2021) — за значний особистий внесок у розвиток паралімпійського руху, досягнення високих спортивних результатів на XVI літніх Паралімпійських іграх у місті Токіо (Японія), виявлені самовідданість та волю до перемоги, утвердження міжнародного авторитету України[3]
- Орден «За заслуги» III ст. (4 жовтня 2016) — за досягнення високих спортивних результатів на XV літніх Паралімпійських іграх 2016 року в місті Ріо-де-Жанейро (Федеративна Республіка Бразилія), виявлені мужність, самовідданість та волю до перемоги, утвердження міжнародного авторитету України[4]
- лауреатка премії «Жінка ІІІ тисячоліття» в номінації «Рейтинг» (2018)